# Liste der Kulturdenkmale in Mücka

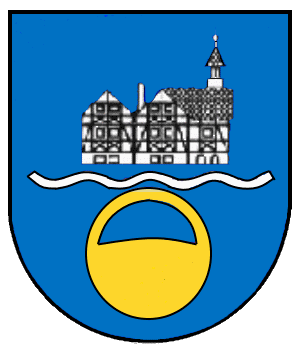
Wappen von Mücka

In der Liste der Kulturdenkmale in Mücka sind die Kulturdenkmale der sächsischen Gemeinde Mücka verzeichnet, die bis Januar 2019 vom Landesamt für Denkmalpflege Sachsen erfasst wurden (ohne archäologische Kulturdenkmale). Die Anmerkungen sind zu beachten.
Diese Aufzählung ist eine Teilmenge der Liste der Kulturdenkmale im Landkreis Görlitz.

## Mücka
| Bild                                    | Bezeichnung                                            | Lage                         | Datierung                                 | Beschreibung                                                                  | ID       |
| --------------------------------------- | ------------------------------------------------------ | ---------------------------- | ----------------------------------------- | ----------------------------------------------------------------------------- | -------- |
| Weitere Bilder                          | Denkmal für die Gefallenen des Ersten Weltkrieges      | Am Markt (Karte)             | Nach 1918                                 | Ortsgeschichtlich von Bedeutung                                               | 08991924 |
| Direkt Bild zu diesem Denkmal hochladen | Wohnhaus (heute Reservatsverwaltung) und Seitengebäude | Am Sportplatz 231 (Karte)    | Um 1850                                   | Intakte Fachwerkkonstruktion, im Ort singulär, baugeschichtlich von Bedeutung | 08991928 |
| Weitere Bilder                          | Mühle mit Mühlteich und Speicher                       | Bautzener Straße 156 (Karte) | Bezeichnet mit 1921, Kern womöglich älter | Exponierte Lage, baugeschichtlich und technikgeschichtlich von Bedeutung      | 08991926 |
| Direkt Bild zu diesem Denkmal hochladen | Schule                                                 | Nieskyer Straße 28 (Karte)   | Um 1910                                   | Putzbau mit zeittypischer Formensprache, ortsgeschichtlich von Bedeutung      | 08991925 |

## Förstgen
| Bild                                    | Bezeichnung                                                                      | Lage                                  | Datierung                                                                        | Beschreibung                                                                                           | ID       |
| --------------------------------------- | -------------------------------------------------------------------------------- | ------------------------------------- | -------------------------------------------------------------------------------- | --- | -------- |
| Direkt Bild zu diesem Denkmal hochladen | Bauernhaus und Scheune                                                           | Am Walde 5 (Karte)                    | Um 1870                                                                          | Landschaftstypisches kleines Anwesen, baugeschichtlich und sozialgeschichtlich von Bedeutung           | 08991941 |
| Weitere Bilder                          | Denkmal für die Gefallenen des Ersten und Zweiten Weltkrieges                    | Dorfstraße (Ecke Hauptstraße) (Karte) | Nach 1918; nach 1945                                                             | Hoch aufragender Sockel mit überlebensgroßer Soldatenfigur, ortsgeschichtlich von Bedeutung            | 08991938 |
| Weitere Bilder                          | Acht Grabmale der Familie Mehling, Mühlenbesitzer in Mücka, und weiteres Grabmal | Dorfstraße (Friedhof) (Karte)         | 2. Hälfte 19. Jahrhundert (Grabmal Mersiowsky); 1870–1959 (Grabmale Mehling)     | Ortsgeschichtlich von Bedeutung                                                                        | 08991935 |
| Weitere Bilder                          | Kirche mit Kirchhof und Einfriedung sowie sechs Grabmalen                        | Dorfstraße 1 (Karte)                  | Kern 16. Jahrhundert (Kirche); um 1600 bis 1. Viertel 19. Jahrhundert (Grabmale) | Baugeschichtlich, künstlerisch und ortsgeschichtlich von Bedeutung                                     | 08991934 |
| Weitere Bilder                          | Pfarrhaus mit Gedenktafel und Seitengebäude sowie Mord- und Sühnekreuz           | Dorfstraße 1 (Karte)                  | 15./16. Jahrhundert (Mord- und Sühnekreuz); Kern 17. Jahrhundert (Pfarrhaus)     | Gut proportionierter Barockbau, baugeschichtlich und ortsgeschichtlich von Bedeutung                   | 08991936 |
| Direkt Bild zu diesem Denkmal hochladen | Villa                                                                            | Dorfstraße 2 (Karte)                  | Um 1900                                                                          | Aufwändig gestaltet mit Erker und Zierfachwerk, baugeschichtlich von Bedeutung                         | 08991937 |
| Direkt Bild zu diesem Denkmal hochladen | Schule                                                                           | Dorfstraße 3 (Karte)                  | 2. Hälfte 19. Jahrhundert                                                        | Putzbau mit Mittelrisalit und originalen Details, baugeschichtlich und ortsgeschichtlich von Bedeutung | 08991933 |
| Direkt Bild zu diesem Denkmal hochladen | Gasthof Förstgen                                                                 | Hauptstraße 4 (Karte)                 | Ende 19. Jahrhundert                                                             | Baugeschichtlich und ortsgeschichtlich von Bedeutung                                                   | 08991939 |
| Direkt Bild zu diesem Denkmal hochladen | Bruchstein-Bogenbrücke über das Weigersdorfer Fließ                              | Mühlweg 1 (bei) (Karte)               | 19. Jahrhundert                                                                  | Baugeschichtlich von Bedeutung                                                                         | 08990610 |

### Streichungen von der Denkmalliste (Förstgen)
| Bild                                    | Bezeichnung   | Lage                  | Datierung       | Beschreibung | ID       |
| --------------------------------------- | ------------- | --------------------- | --------------- | --- | -------- |
| Direkt Bild zu diesem Denkmal hochladen | Wohnstallhaus | Dorfstraße 23 (Karte) | 17. Jahrhundert | Bauernhaus mit sehr alter Fachwerk-Konstruktion mit Andreaskreuzen, baugeschichtlich von Bedeutung; nach 2014 von der Denkmalliste gestrichen | 08991931 |

## Förstgen-Ost
| Bild                                    | Bezeichnung                                                                                    | Lage                          | Datierung | Beschreibung | ID       |
| --------------------------------------- | ---------------------------------------------------------------------------------------------- | ----------------------------- | --- | --- | -------- |
| Direkt Bild zu diesem Denkmal hochladen | Rittergut Nieder-Oelsa (Sachgesamtheit)                                                        | Am Park 3, 4, 5, 7, 8 (Karte) | 2. Hälfte 19. Jahrhundert bis 1910                                                                                      | Sachgesamtheit Rittergut Nieder-Oelsa mit folgenden Einzeldenkmalen: Inspektorenhaus, sechs Wirtschaftsgebäude und zwei Brücken (siehe Einzeldenkmale 08991947 unter gleicher Anschrift), Gutspark (Gartendenkmal) und zwei Scheunen als Sachgesamtheitsteile; zeittypische Architekturformen, baugeschichtlich, ortsgeschichtlich und landschaftsgestaltend von Bedeutung | 09301067 |
| Direkt Bild zu diesem Denkmal hochladen | Inspektorenhaus, sechs Wirtschaftsgebäude und zwei Brücken (Einzeldenkmale zu ID-Nr. 09301067) | Am Park 3, 4, 5, 7, 8 (Karte) | 2. Hälfte 19. Jahrhundert (Seitengebäude Am Park 3, 4, 5); 1905/1910 (Inspektorenhaus und zwei Seitengebäude Am Park 7) | Einzeldenkmale der Sachgesamtheit Rittergut Nieder-Oelsa; zeittypische Architekturformen, baugeschichtlich und ortsgeschichtlich von Bedeutung | 08991947 |
| Direkt Bild zu diesem Denkmal hochladen | Seitengebäude eines Dreiseithofes                                                              | Ostweg 4 (Karte)              | Kern 18. Jahrhundert | Zum Teil noch mit Fachwerk-Konstruktion, baugeschichtlich von Bedeutung | 08991942 |
| Direkt Bild zu diesem Denkmal hochladen | Ländliches Wohnhaus                                                                            | Ostweg 6 (Karte)              | Um 1900 | Regionaltypische Form, baugeschichtlich von Bedeutung | 08991946 |

## Tabellenlegende
- Bild: Bild des Kulturdenkmals, ggf. zusätzlich mit einem Link zu weiteren Fotos des Kulturdenkmals im Medienarchiv Wikimedia Commons. Wenn man auf das Kamerasymbol klickt, können Fotos zu Kulturdenkmalen aus dieser Liste hochgeladen werden:
- Bezeichnung: Denkmalgeschützte Objekte und ggf. Bauwerksname des Kulturdenkmals
- Lage: Straßenname und Hausnummer oder Flurstücknummer des Kulturdenkmals. Die Grundsortierung der Liste erfolgt nach dieser Adresse. Der Link (Karte) führt zu verschiedenen Kartendiensten mit der Position des Kulturdenkmals. Fehlt dieser Link, wurden die Koordinaten noch nicht eingetragen. Sind diese bekannt, können sie über ein Tool mit einer Kartenansicht einfach nachgetragen werden. In dieser Kartenansicht sind Kulturdenkmale ohne Koordinaten mit einem roten bzw. orangen Marker dargestellt und können durch Verschieben auf die richtige Position in der Karte mit Koordinaten versehen werden. Kulturdenkmale ohne Bild sind an einem blauen bzw. roten Marker erkennbar.
- Datierung: Baubeginn, Fertigstellung, Datum der Erstnennung oder grobe zeitliche Einordnung entsprechend des Eintrags in der sächsischen Denkmaldatenbank
- Beschreibung: Kurzcharakteristik des Kulturdenkmals entsprechend des Eintrags in der sächsischen Denkmaldatenbank, ggf. ergänzt durch die dort nur selten veröffentlichten Erfassungstexte oder zusätzliche Informationen
- ID: Vom Landesamt für Denkmalpflege Sachsen vergebene, das Kulturdenkmal eindeutig identifizierende Objekt-Nummer. Der Link führt zum PDF-Denkmaldokument des Landesamtes für Denkmalpflege Sachsen. Bei ehemaligen Kulturdenkmalen können die Objektnummern unbekannt sein und deshalb fehlen bzw. die Links von aus der Datenbank entfernten Objektnummern ins Leere führen. Ein ggf. vorhandenes Icon  führt zu den Angaben des Kulturdenkmals bei Wikidata.